# كارلايل تاوري
كارلايل تاوري (بالإنجليزية: Carlisle Towery)‏ مواليد 20 يونيو 1920 - الوفاة 25 نوفمبر 2012، كان لاعب كرة سلة أمريكي. بدأ مسيرته الاحترافية في سنة 1941. بلغ طوله 6 قدم 5 بوصة (2.0 م). اعتزل اللعب في 1950. لعب مع ديترويت بيستونز وبالتيمور باليتس.

## روابط خارجية
- كارلايل تاوري على موقع إن بي أي (الإنجليزية)
- كارلايل تاوري على موقع سبورتس رفرنس (الإنجليزية)
- كارلايل تاوري على موقع ريلجم (الإنجليزية)
- كارلايل تاوري على موقع بروبوليرز (الإنجليزية)
- كارلايل تاوري على موقع سبورتس رفرنس (الإنجليزية)